# District d'Arlesheim
Le district d'Arlesheim est un des cinq districts du canton de Bâle-Campagne. Il compte 158 262 habitants pour une superficie de 96,24 km2. Le chef-lieu est Arlesheim.

## Communes
Le district compte 15 communes :
| Nom          | N° OFS | Population (décembre 2022) |
| ------------ | ------ | -------------------------- |
| Aesch        | 2761   | +010 607,                  |
| Allschwil    | 2762   | +021 654,                  |
| Arlesheim    | 2763   | +009 270,                  |
| Biel-Benken  | 2764   | +003 555,                  |
| Binningen    | 2765   | +015 631,                  |
| Birsfelden   | 2766   | +010 264,                  |
| Bottmingen   | 2767   | +006 920,                  |
| Ettingen     | 2768   | +005 587,                  |
| Münchenstein | 2769   | +012 102,                  |
| Muttenz      | 2770   | +017 917,                  |
| Oberwil      | 2771   | +011 273,                  |
| Pfeffingen   | 2772   | +002 400,                  |
| Reinach      | 2773   | +019 667,                  |
| Schönenbuch  | 2774   | +001 481,                  |
| Therwil      | 2775   | +009 934,                  |
| Total        | Total  | +158 262,                  |